# Независимая социалистическая партия (Нидерланды)
Независимая социалистическая партия (НСП; нидерл. Onafhankelijke Socialistische Partij, OSP) — левая революционно-социалистическая политическая партия в Нидерландах, существовавшая в первой половине 1930-х и влившаяся в Революционную социалистическую рабочую партию.

## История
Партия была основана группой вокруг Жака де Кадта и Пита Й. Шмидта 28 марта 1932 года. Основателями были выходцы из левого крыла Социал-демократической рабочей партии Нидерландов, на которых повлияли идеи коммунизма рабочих советов, вынужденные покинуть СДРПН после конфликта с её умеренно-реформистским руководством, закрывшим издание внутрипартийной оппозиции — журнал De Fakkel, ранее называвшийся De Socialist. В ответ на это левая оппозиция покинула социал-демократическую партию.
В рядах НСП собралось довольно значительное количество левых социалистов, её членство достигало 7 тысяч. Однако на парламентских выборах 1933 года 27 тысяч голосов, отданных за партию, оказалось на полтысячи меньше, чем требовалось для прохождения в Генеральные штаты. Вскоре партия была обезглавлена — Шмидт был брошен в тюрьму по обвинению в «подстрекательстве к беспорядкам» во время бунта безработных трудящихся в амстердамском районе Йордан в июле 1934 года, а два других видных деятеля НСП, де Кадт и журналист Сал Тас, укрылись в Бельгии.
В 1935 году ослабленная партия объединилась с идейно близкой Революционной социалистической партией (также революционно-марксистской и антисталинистской, но происходившей от троцкистской оппозиции в Коммунистической партии Нидерландов) Хенка Сневлита, образовав Революционную социалистическую рабочую партию.
Председателем объединённой РСРП стал Шмидт из НСП, но в 1936 году, после того, как выступил с резкой критикой сталинских репрессий в СССР, он был исключён из партии (де Кадт, издавший в 1935 году книгу «От царизма до сталинизма», был ещё более антисоветски настроен). Часть других бывших членов НСП покинула РСРП ещё раньше, учредив Союз (Лигу) революционных социалистов. Некоторые вернулись в ряды социал-демократов.
Партийные архивы НСП были сожжены в мае 1940 года накануне немецкого вторжения, поскольку могли попасть в руки немецких оккупационных сил. Это затрудняет исторические исследования партии. В 2004 году историк Барт де Корт опубликовал исследование НСП под названием «Солидарность в анонимности» (Solidariteit in anonimiteit), основанное на интервью с бывшими членами партии и их родственниками.

## Идеология
Независимая социалистическая партия сравнима с другими политическими силами, сформированными как ортодоксальная марксистская оппозиция в рамках ведущих национальных партий социал-демократии, таких как Независимая социал-демократическая партия Германии. НСП была левосоциалистической партией, которая выступала как против авторитарного сталинизма Коммунистической партии Нидерландов, так и против умеренного реформизма Социал-демократической рабочей партии. Основной целью партии провозглашалась мировая революция пролетариата, которая заменила бы капиталистическую систему федерацией рабочих советов. В конце концов это, по мнению НСП, должно привести к коммунистическому обществу, в котором будут устранены неравенство, классовое разделение и эксплуатация человека человеком.

## Структура и связи
НСП, как и РСРП, поддерживали в основном в кругах левой интеллигенции и образованных рабочих, сосредоточенных в крупных городах. Партия могла похвастаться прочной базой молодых активистов, объединённых в Социалистический союз молодёжи (Socialistische Jeugd Vereniging; SJV). Партийной печатью оставался De Fakkel («Факел»), из-за которого и разгорелся конфликт между будущей НСП и СДРПН. Его главный редактор, Франк ван дер Гус, был в числе отколовшихся в Союз революционных социалистов. Союз молодёжи входил в Международное бюро революционных молодёжных организаций при Лондонском бюро «материнских» партий.
НСП отвергалась другими левыми партиями из-за её сильной оппозиции ведущим социал-демократической и коммунистической партиям. Сотрудничество с небольшой левокоммунистической РСП привело к их слиянию в РСРП в 1935 году.